# Landessender Sottens
Der Landessender Sottens wurde zur Verbreitung des französischsprachigen Hörfunkprogramms des Schweizer Rundfunks in der Romandie errichtet. Er steht auf dem Gebiet der Ortschaft Sottens in der Waadtländer Gemeinde Jorat-Menthue und nahm seinen Betrieb 1931 auf. Zuletzt wurde über den Sender bis zum 3. Dezember 2010 das französischsprachige Programm Option Musique mit einer Leistung von zuletzt 170 kW (bis 2009: 600 kW) auf der Mittelwellenfrequenz 765 kHz verbreitet, wodurch der Sender in den Nachtstunden in weiten Teilen Europas zu empfangen war. Bis zum 31. Dezember 2010 lief eine Hinweisschleife mit alternativen Empfangsmöglichkeiten des Programms Option Musique.

## Geschichte

### Mittelwellensender
Der Sender nahm seinen Betrieb im Jahre 1931 auf der Frequenz 743 kHz (403 m) mit einer Leistung von 25 kW auf. Verstärkungen der Sendeleistung fanden jeweils 1934 (100 Kilowatt), 1950 (200 Kilowatt), 1970 (500 Kilowatt) und 1988 (600 Kilowatt) statt, wofür jeweils neue Sender installiert wurden. Verwendet wurde bis 1947 eine T-Antenne, die zwischen zwei 125 Meter hohen Stahlfachwerkmasten gespannt war. Sie wurde 1958 abgebaut, ebenso einer der beiden Masten, der in La Dôle als Fernsehsendeturm wiederaufgebaut wurde. Der andere Turm, der gegen Erde isoliert ist, verblieb in Sottens, wurde in einen selbststrahlenden Sendeturm umgebaut und diente zuletzt als Reserveantenne. Von 1947 bis 1989 wurde ein 190 Meter hoher selbststrahlender Stahlfachwerkturm als Sendeantenne verwendet, der als schwundmindernde Antenne ausgeführt war und dem Blosenbergturm in Beromünster ähnelte. Am 21. September 1989 um 16:04 Uhr Ortszeit wurde dieser Sendeturm gesprengt, da der Wartungsaufwand infolge Rostbefall zu gross geworden war. Im selben Jahr wurde ein 188 Meter hoher freistehender Stahlfachwerkturm mit einer Reusenantenne mit Mittelspeisung als Ersatz für den gesprengten Sendeturm errichtet. Bis 1994 wurde über den Sender das erste Programm des Rundfunks der französischsprachigen Schweiz Radio Suisse Romande (heute Radio Télévision Suisse) ausgestrahlt, seit 1994 lief über den Sender das zu diesem Zeitpunkt neu gestartete Programm Option Musique. Da der Sender trotz einer 2009 erfolgten Leistungsreduzierung auf 170 kW die verschärften Grenzwerte für nichtionisierende Strahlung in der Schweiz nicht einhielt und eine Sanierung eine weitere Leistungsreduzierung und somit einen Reichweiteneinbruch zur Folge gehabt hätte, sollte der Sender am 3. Dezember 2010 endgültig abgeschaltet werden. Tatsächlich lief bis zum 31. Dezember 2010 jedoch eine Hinweisschleife, die auf alternative Empfangsmöglichkeiten für Option Musique hinwies.
Die Sendeanlage wurde nach der Abschaltung vom 28. Januar bis einschliesslich 5. März 2011 von Funkamateuren genutzt. Am 13. sowie am 20. Februar 2011 wurde auch in DRM gesendet.
Am 20. August 2014 um 14 Uhr wurde der 188 Meter hohe Hauptsendeturm in Sottens gesprengt, da seine Erhaltung unwirtschaftlich gewesen wäre. Der 125 Meter hohe Reservesendeturm blieb jedoch stehen, da er ein Kulturgut von nationaler Bedeutung ist und daher nicht abgerissen werden darf.
Im Herbst 2014 hat die Gemeinde Jorat-Menthue, auf deren Gebiet sich der Landessender Sottens befindet, das gesamte Sendergelände inklusive des Reservesendeturms und des Sendergebäudes von der Swisscom übernommen.

### Kurzwellensender
1971 wurde in Sottens auch eine Kurzwellensendeanlage für Schweizer Radio International aufgebaut. Sie bestand aus einer Drehstandantenne sowie einem 500 Kilowatt starken Sender des Herstellers Brown, Boveri & Cie. Im Jahr 1988 wurde der 1971 installierte Sender gegen das letzte von Brown, Boveri & Cie. entwickelte Modell ausgetauscht. Nachdem die Kurzwellensender Schwarzenburg, Lenk und Beromünster bereits 1998 abgeschaltet worden waren, folgte die Stilllegung des Kurzwellensenders in Sottens per 31. Oktober 2004. Die gesamte Kurzwellensendeanlage wurde kurz danach abgebaut.

## Bilder

Innenaufnahme, Senderaum mit Steuerpult (1942)
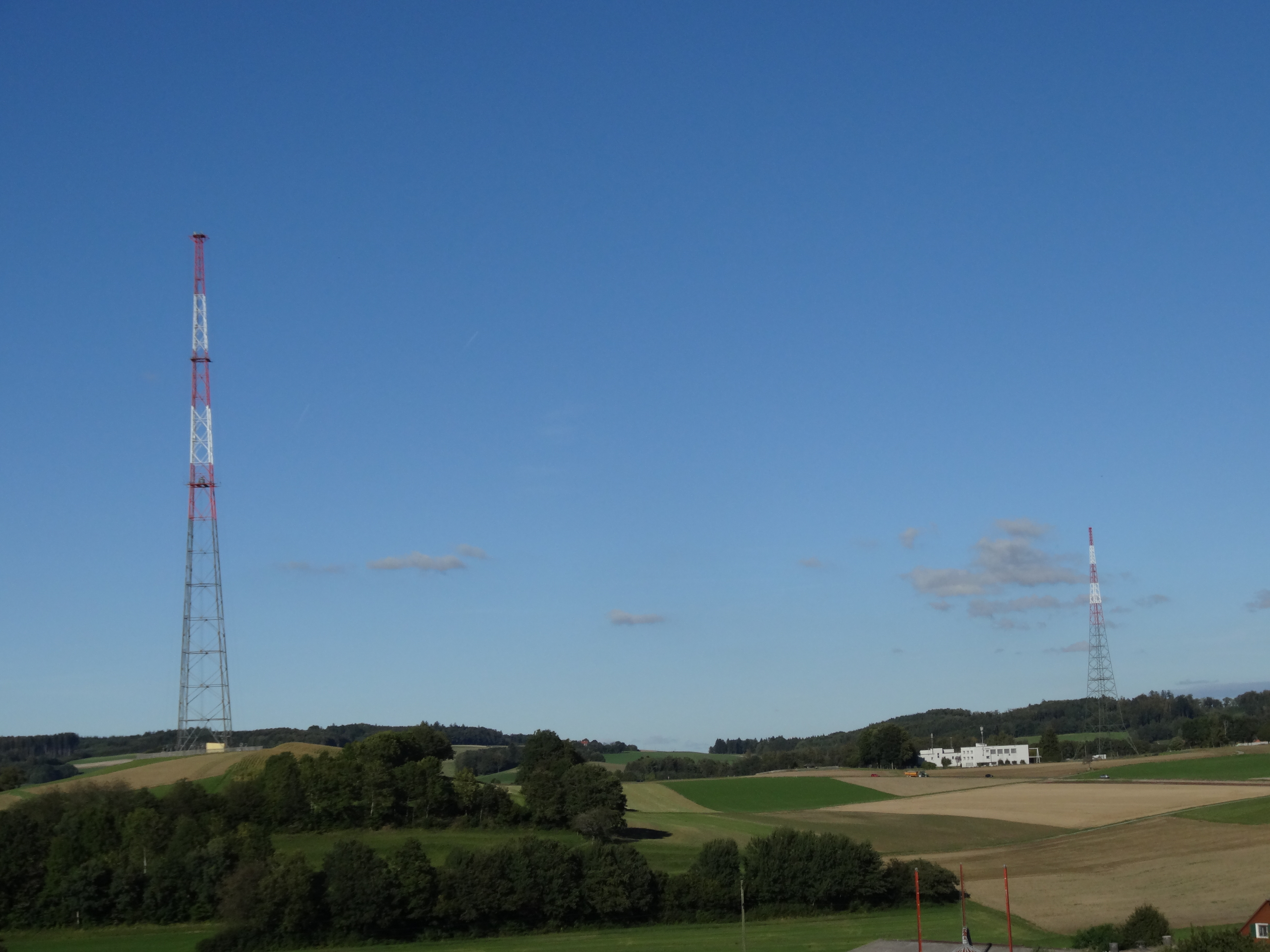
Ehemalige Hauptantenne (links) und heute noch erhaltene Reserveantenne (rechts)
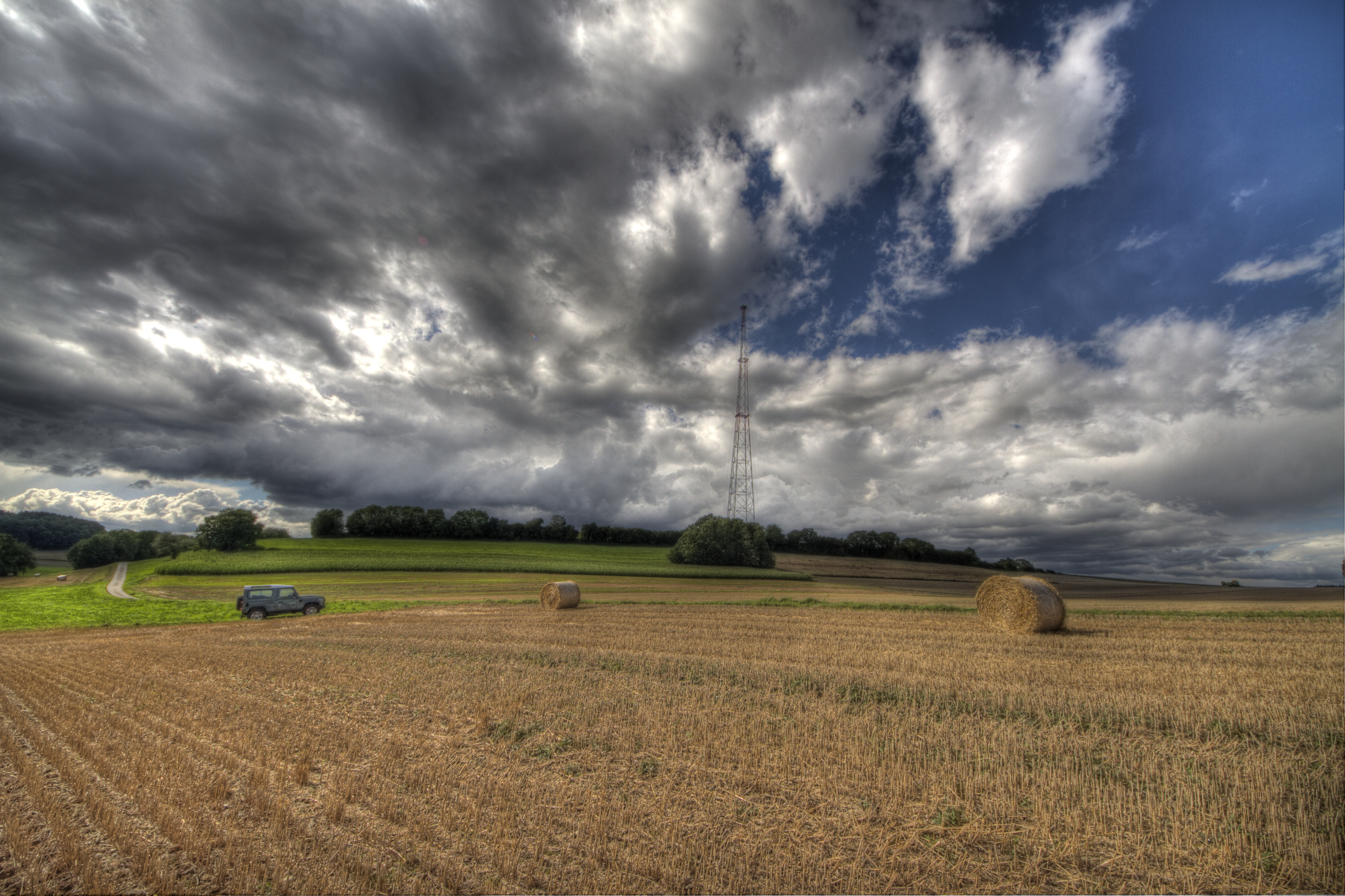
Hauptantenne aus weiterer Entfernung
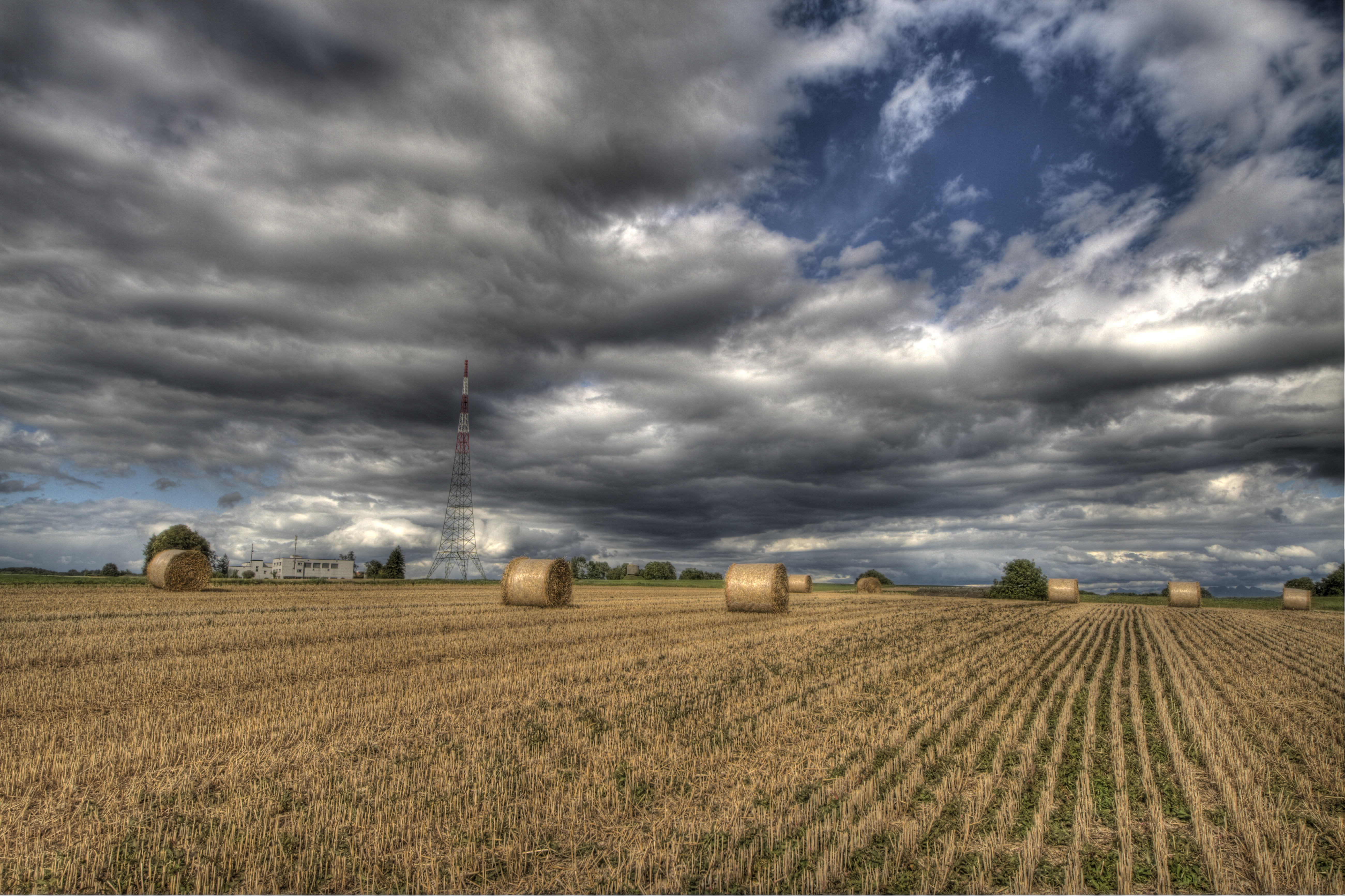
Reserveantenne aus weiterer Entfernung
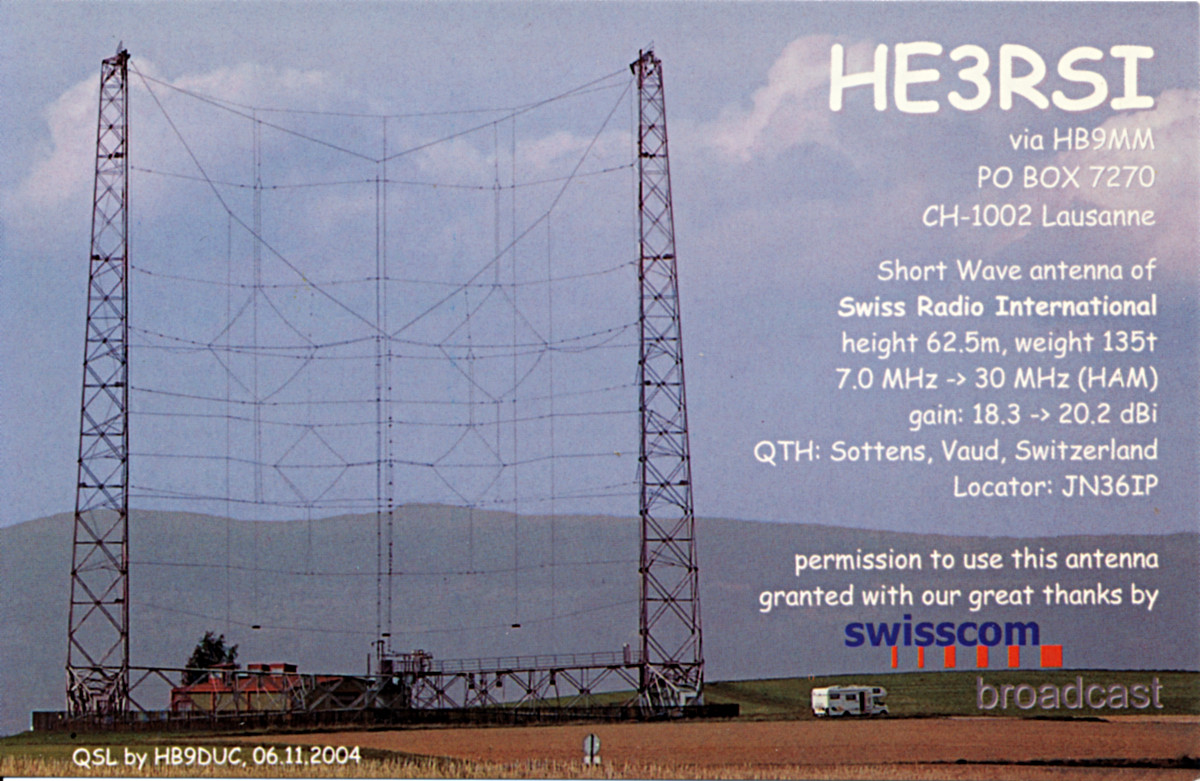
Ehemalige Drehstandantenne für Kurzwelle in Sottens
Flugaufnahme 1952